# Steven Matheï
Steven Matheï, né le 26 mai 1977 à Brée, est un homme politique belge, membre du CD&V.

## Biographie
Steven Matheï nait le 26 mai 1977 à Brée.
Le 17 octobre 2019, il devient député fédéral à la Chambre des représentants en remplaçant Wouter Beke qui devient ministre dans le Gouvernement Jambon.
Le 19 mai 2022, Steven Matheï cesse de siégé à la Chambre des représentants et Wouter Beke, ayant démissionné de ses fonctions de ministre, reprend son mandat parlementaire.